# 阿瓜里弗渡槽

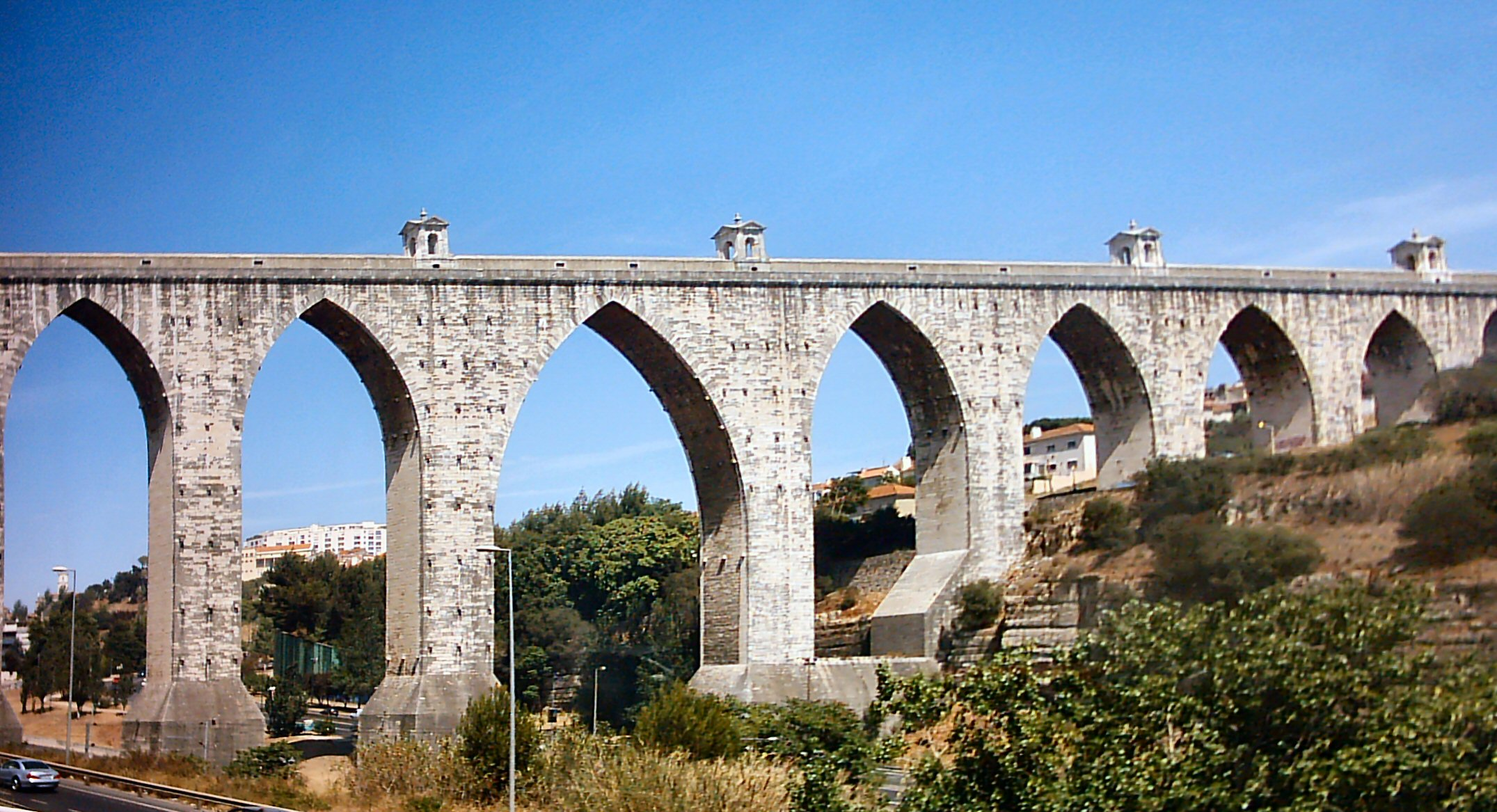
渡槽拱在阿尔坎塔拉山谷（65米高）。注意的拱尖的形状

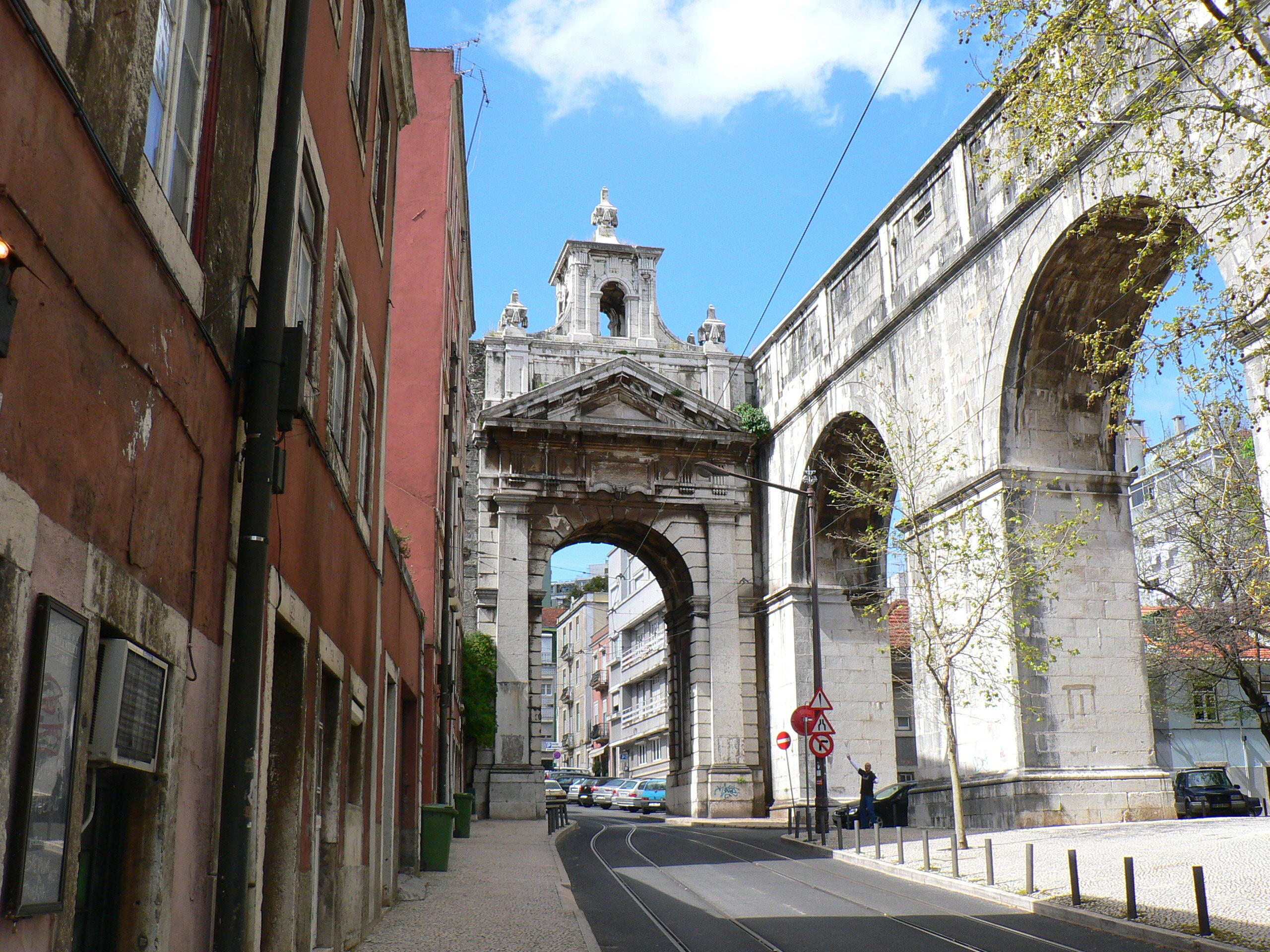
渡槽和纪念拱

阿瓜里弗渡槽（葡萄牙語：Aqueduto das Águas Livres，意为“自由水渡槽”）是葡萄牙里斯本一个历史性的高架渠，是18世纪葡萄牙最杰出的工程之一，主线长18公里，但是整个网络约58公里。
里斯本市一直缺乏饮水，若昂五世决定建立一个输水渡槽。该工程的费用来自于牛肉、橄榄油、酒和其他产品的特别销售税。
1731年开工建设。渡槽的核心部分，穿越阿尔坎塔拉山谷的35道拱门，在1744年完成。它长达941米，最高的拱达到65米的高度，许多人指出，其拱门让人想起哥特式建筑。它被认为是巴洛克时期的工程杰作。
1748年，尽管该项目还没有完成，渡槽已经开始向里斯本供水，建立了纪念拱门。在若泽一世和玛丽亚一世统治期间，运河和喷泉网络又大为扩张。
最大的“水之母水库”（Mãe d'Água），在1834年完成。这个水库容量5,500立方米. 现在已停用，成为水博物馆（Museu da Água）的一部分。
渡槽在1967年停用。